# ジャンパー (映画)
『ジャンパー』（原題: Jumper）は、2008年公開のアメリカ合衆国のSFアクション映画である。
1992年にスティーヴン・グールドが発表したSF小説『ジャンパー』が原作である。『ボーン・アイデンティティー』や『Mr.&Mrs. スミス』を手掛けたダグ・リーマンが監督を務め、ヘイデン・クリステンセンやジェイミー・ベル、サミュエル・L・ジャクソン、レイチェル・ビルソン、アナソフィア・ロブらが出演している。アメリカをはじめ、香港、アルゼンチンは2008年2月14日公開、日本では20世紀フォックスの配給により同年3月7日公開された。 
ニューヨークやエジプト、ローマなどに加え、東京都や埼玉県でも撮影が行われた。2007年1月に行われた東京ロケでは、渋谷やレインボーブリッジなど都内の数か所でクリステンセンやベルが撮影に臨んだ。また、埼玉県の理化学研究所・仁科加速器研究センターでもロケが行われたが、ここで撮影された映像はカットとなった。2011年3月27日の『日曜洋画劇場』では未公開映像を再編集した特別版が放送された。

## あらすじ
ミシガン州で育った普通の高校生デヴィッドは、同級生であるミリーに思いを寄せていた。15歳のときのある日、デヴィッドは冬の凍った川に落ちてしまう。溺れてパニックになった彼は突然、いつのまにか図書館へ移動していた。びしょ濡れの自分を見た彼は、自分が空間を瞬時に移動できることを知る。デヴィッドはその力を悪用し、銀行の金庫室へ忍び込んで、まんまと大金を盗み取る。しかし、ある一人の男は彼の存在に気づいた。デヴィッドと同じ能力を持つ人々「ジャンパー」の抹殺を使命とする組織「パラディン」のリーダー「ローランド」である。
それから10年後デヴィッドは、母が家を出てから人が変わってしまった父との生活を離れ、ニューヨークを根城に「世界中のどこへでも瞬時に移動できる」という自由を満喫していた。しかし、自分が持つ能力のために、心から信頼できる人を見つけることができず、孤独を感じていた。そんなとき、ミリーと再会したデヴィッドは彼女をデートに誘う。楽しいひと時を過ごしたデヴィッドだったが、そんな幸せな時間も長くは続かなかった。やがてデヴィッドは、パラディンの存在と、その組織に自分が追われていることに気づく。そして、偶然出会った同じジャンパーである「グリフィン」と協力し、何千年も続くというジャンパーとパラディンとの熾烈な戦いに巻き込まれていくなかで、ジャンパーの宿命、そして母の秘密を知ることとなる。

## キャスト
デヴィッド・ライス
演 - ヘイデン・クリステンセン、マックス・シエリオット（少年時代）、ライアン・グランザム（5歳の頃）
主人公。空間を瞬時に移動できる能力を持っている「ジャンパー」の一人。ニューヨークにある大きなペントハウスに、たくさんのおもちゃとともに暮らしている。自分自身が持つ能力のために、真の人間関係を築くことができない。
ミリー・ハリーズ
演 - レイチェル・ビルソン、アナソフィア・ロブ（少女時代）
デヴィッドの幼馴染でありガールフレンド。実用主義者になることを夢見ている。自分が行ってみたいと思う世界中の様々な場所のリストを作り、そこでどんなことをするかを空想している。20歳になり、自らが生まれ育った場所にあるバーに勤めながらも、いつか夢が叶うと信じている。人に優しく、思ったことを素直に言う性格を持つ。
ローランド・コックス
演 - サミュエル・L・ジャクソン
ジャンパーの抹殺を目的とする組織「パラディン」のリーダー。デヴィッドの存在に早くから気づく。一度狙いをつけた獲物は絶対に逃がさない。国家安全保障局や中央情報局、内国歳入庁にまでなりすまし、警察署でも堂々と入り込み捜査をする。最終的にグランドキャニオンの高台の脱出困難な洞窟に置き去りにされ、最期を迎えた可能性がある。
グリフィン・オコナー
演 - ジェイミー・ベル
デヴィッドが偶然出会うジャンパー。パラディンを狩りながら生活をしている。両親もパラディン（母親はローランドによって）に殺されている。かなり性格が陽気で明るい。
メアリー・ライス
演 - ダイアン・レイン
デヴィッドの母親。デヴィッドが5歳の時に家を出た。パラディン。
ウィリアム・ライス
演 - マイケル・ルーカー
デヴィッドの父親。
マーク・コボルト
演 - テディ・ダン、ジェシー・ジェームズ（少年時代）
デヴィッドの幼馴染。いじめっ子。
ソフィー
演 - クリステン・スチュワート（カメオ出演）
メアリーの娘で、デヴィッドの異父妹。

## 日本語吹き替え
| 役名                 | 俳優                                    | 日本語吹き替え | 日本語吹き替え |
| 役名                 | 俳優                                    | 劇場公開版     | テレビ朝日版   |
| -------------------- | --------------------------------------- | -------------- | -------------- |
| デヴィッド・ライス   | ヘイデン・クリステンセン                | 浪川大輔       | 浪川大輔       |
| ミリー・ハリーズ     | レイチェル・ビルソン                    | 斉藤梨絵       | 沢城みゆき     |
| ローランド・コックス | サミュエル・L・ジャクソン               | 玄田哲章       | 銀河万丈       |
| グリフィン・オコナー | ジェイミー・ベル                        | 伊藤健太郎     | 山口勝平       |
| メアリー・ライス     | ダイアン・レイン                        | 小山茉美       | 田中敦子       |
| ウィリアム・ライス   | マイケル・ルーカー                      | 斎藤志郎       | 樋浦勉         |
| マーク・コボルト     | テディ・ダン                            | 関智一         | 神奈延年       |
| 少年時代のデヴィッド | マックス・シエリオット                  | 小林良也       | 浪川大輔       |
| 少女時代のミリー     | アナソフィア・ロブ                      | 浅井清己       | 沢城みゆき     |
| 少年時代のマーク     | ジェシー・ジェームズ                    | 阪口周平       | 神奈延年       |
| ソフィ               | クリステン・スチュワート （カメオ出演） | 折笠富美子     | 木下紗華       |

- 劇場公開版吹き替え - DVD・BD収録

その他吹き替え - 津田真澄、吉越拓矢、星野充昭、楠見尚己、乃村健次、船木真人、佐藤晴男、金野潤、高瀬右光、高橋圭一、渡辺浩司、澤田将考、浅野真澄、山戸恵、世戸さおり、高宮俊介、泉裕子
- テレビ朝日版吹き替え - 初回放送2011年3月27日[3]『日曜洋画劇場』 ※未公開映像を再編集した特別版を放送[4]

その他吹き替え - 一城みゆ希、岩崎ひろし、かぬか光明、杉村憲司、芦澤孝臣、乃村健次、東條加那子、小松史法、冠野智美、板倉光隆、斉藤次郎、後藤ヒロキ、加藤拓二、川島悠美

## 作品に登場する用語

### ジャンプ・ジャンパー
人類の長い歴史において、早い段階から空間を飛び越えることができる人々が存在した。瞬間移動、テレポーテーション、この作品では「ジャンプ」と呼ばれる能力を持つ人々は「ジャンパー」と呼ばれ、彼らの多くは自分たちが利益を得るため、そして自分たちにとって都合よく歴史を変えるためにその力を使ってきた。この能力は何百年も続く「遺伝子疾患」の一つで、世界中のあらゆる場所へ瞬時に移動することができるものである。
ジャンプはジャンパーの経験や感情から強い影響を受ける。ほとんどの場合、ジャンパーは5歳で初めてジャンプを経験し、経験を積むことでジャンプが滑らかになっていく。しかし、経験豊かなジャンパーであろうとも、危機的状況や怒り、強い感情を抱いているときにジャンプをすると、けがをしてしまうことがある。ジャンパーがジャンプによって行くことのできる場所は、自分が行った経験のある場所、直接あるいは写真やテレビを通じて見えている場所に限られる。
ジャンパーは自分の身体に触れている物と一緒にジャンプする。ジャンプのしやすさは触れている物が動くか動かないかで質量は関係無く、動いている物や動かすのが安易な空気、水、衣類、手荷物、自動車などは楽にジャンプさせられる。逆に動かない物や動かすのが困難な物程ジャンプは難しくなる。そのため、本人の肉体が大木や杭、建造物などにつながれているときは、ジャンプをすることがほぼ不可能となる。
ジャンパーが空間を移動した後の数秒間、空間と時間との組織に「ジャンプ・スカー」と呼ばれる裂け目が発生する。ジャンプ・スカーは数秒間で消えるものの、触れようとしたものや人を切り裂く。非常に危険だがその数秒間にジャンプ・スカーに飛び込めば、ジャンパーでない人間でもそのジャンパーの後を追うことが可能である。

### パラディン
自らをパラディン（聖戦士）と呼ぶカルト。中世において人々に魔女狩り、宗教裁判などを行うよう仕向けるなど、人類の闇の歴史において暗躍し、ジャンパーのような超人類を殺戮してきた。現在でも数多くの権力者などとの人脈をもち、底知れぬ勢力を持った闇の秘密結社である。「ジャンパー」の誕生とほぼ同時に誕生し、世界中にいるジャンパーの抹殺を使命とする。ジャンパーは本来は神にしか許されない力を持ってしまった抹殺すべき存在であり、ジャンプは神の定めた摂理に反した行為だと考えている。ジャンパーが与える脅威に早くから気づいていた組織であり、メンバーはある一族によって採用され、世代から世代へと受け継がれている。
パラディンのメンバーはジャンパーの存在を感じ取ることができる能力を身につけているほか、ジャンパーの抹殺のための武器も所持している。ジャンプ・スカーのそばで発射された弾丸は、どこへ飛んでいくのかを予想することができないため、パラディンはジャンパーに対して従来の武器を使用することはない。有効な武器としては、銃のように発射される鎖があり、ジャンパーを捕らえて電圧をかけることで、パラディンが近づくまでジャンプできないようにする。これに加えて、特殊な帯電ネットも使用する。
このように、パラディンはジャンパーを確実に、そして迅速に仕留めることができるようになっていることから、成人になるまで生き延びるジャンパーはほとんどいない。劇場版では、ジャンパーにとどめを刺す際には、特殊な短刀風ナイフが用いられる描写がある。ナイフを用いて殺害するのは、おそらくパラディンの宗教的な存在理由によるものと思われる。

## スタッフ
- 監督：ダグ・リーマン
- 脚本：デヴィッド・S・ゴイヤー、ジム・ウールス、サイモン・キンバーグ
- 原作：スティーヴン・グールド
- 製作：マーク・S・フィッシャー、ルーカス・フォスター、スコット・ガーデンアワー、ヴィンス・ジェラーディス、ジェフリー・ハーラッカー、ジョー・ハートウィック・Jr、サイモン・キンバーグ、ジョヴァンニ・ロヴァテリ、ステイシー・メス、ジェイ・サンダース、ラルフ・ヴィチナンツァ、フィリップ・ウェイリー、ム・H・ヴィンテル
- 音楽：ジョン・パウエル
- 撮影：バリー・ピーターソン
- 編集：サー・クライン、ディーン・ジンマーマン、ドン・ジンマーマン
- キャスティング：ジョン・バッカン、ジョセフ・ミドルトン
- プロダクション・デザイン：オリヴァー・スコール
- 美術：エリノア・ローズ・ガルブレイス、ピーター・グランディ、トム・ヴァレンタイン
- セット制作：ヒルトン・ローズマリン
- 衣装デザイン：マガリ・ギダッチ
- 特殊効果：ダニエル・アコン、イヴ・デ・ボノ、リチャード・ブライアン・ダグラス
- 視覚効果：マイケル・アンジェロ、ジェフ・アサートン、ジャロッド・アヴァロス
- 製作会社：20世紀フォックス、ニュー・リージェンシー・プロダクション、クリエイテッド・バイ、ヒプノティック、リージェンシー・エンタープライズ
- VFX：WETAデジタル、ローラVFX、ハイドラックス、ディジ・スコープ、デジタル・ドメイン、イリュージョン・アーツ、ピクセル・マジック、
- オーケストラ：シドニー交響楽団

## キャッチコピー
- 行き先、無制限　この自由に、未来はあるのか?（日本）
- Anywhere is possible.（全世界共通）

## 評価
レビュー・アグリゲーターのRotten Tomatoesでは171件のレビューで支持率は15%、平均点は4.00/10となった。Metacriticでは36件のレビューを基に加重平均値が35/100となった。

## TV地上波
| 放送日        | テレビ局   | 枠                 | 吹替         |
| ------------- | ---------- | ------------------ | ------------ |
| 2011年3月27日 | テレビ朝日 | 日曜洋画劇場       | テレビ朝日版 |
| 2021年8月24日 | テレビ東京 | 午後のロードショー | テレビ朝日版 |
| 2024年3月23日 | サンテレビ | シネマスタジアム   | テレビ朝日版 |